# Croton lindheimeri
Croton lindheimeri là một loài thực vật có hoa trong họ Đại kích. Loài này được (Engelm. & A.Gray) Alph.Wood mô tả khoa học đầu tiên năm 1861.